# Lorenzo Respighi
Lorenzo Respighi, född den 7 oktober 1824 i Cortemaggiore, provinsen Piacenza, död den 10 december 1889 i Rom, var en italiensk astronom.
Respighi blev 1849 professor vid universitetet i Bologna och 1855 direktor för observatoriet där. År 1865 kallades han till Rom som professor och direktor för kapitolinska observatoriet. 
Han utgav en mängd avhandlingar, huvudsakligen innehållande resultaten av hans observationer över fixstjärnorna, solens korona och protuberanser, kometerna med mera. Han upptäckte tre nya kometer.